# John Hiram Lathrop

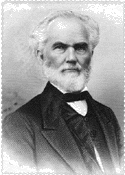
Lathrop, hiệu trưởng Trường Đại học Missouri-Columbia

John Hiram Lathrop (22 tháng 1 năm 1799 – 2 tháng 8 năm 1866) là nhà giáo dục người Mỹ nổi tiếng vào đầu thế kỷ 19. Ông từng là hiệu trưởng đầu tiên của Đại học Missouri-Columbia và Đại học Wisconsin - Madison, còn là hiệu trưởng của Đại học Indiana.

## Thời trẻ
John Lathrop sinh tại Sherburne, New York năm 1799. Ông đã theo học tại Đại học Yale, tốt nghiệp năm 1819 và đã dạy học tại Farmington, Connecticut trong ba năm. Sau này ông trở lại làm trợ giảng tại trường cũ từ 1822 đến 1826, khi ông được nhận làm tại một quán bar tại Middletown, Connecticut. Ngoài ra ông còn giảng dạy ở Norwich, Vermont và Gardiner, Maine. Đến năm 1829, ông trở thành giáo sư toán học và triết học tự nhiên tại trường Hamilton tại Clinton, New York.
Ông đã kết hôn với Frances E. Lothrop, sinh viên của Sarah Pierce's Litchfield Female Academy. Mẹ cô là em gái của John Thornton Kirkland thuộc Đại học Harvard và con gái của Samuel Kirkland, người sáng lập trường Hamilton.
Gardiner Lathrop, con trai ông, là người sáng lập công ty luật Lathrop & Gage tại Kansas City.

## Nhiệm kỳ đầu tiên tại Đại học Missouri
Đại học Missouri được thành lập năm 1839 là trường đại học công lập đầu tiên của Mississippi. Giáo sư Lathrop được chọn làm hiệu trưởng đầu tiên vào năm 1840 cho đến năm 1849. Ông được cho là đã đặt nền móng cho thế kỷ đầu tiên của trường đại học.

## Tại Đại học Wisconsin
Năm 1849, Lathrop được bầu làm hiệu trưởng danh dự đầu tiên của Đại học Wisconsin-Madison. Trong thời gian làm hiệu trưởng, ông đã thiết lập cơ sở học tập tại đây, và đã đề nghị con dấu và khẩu hiệu của trường, là "Numen Lumen". Ông được đề cử làm hiệu trưởng đầu tiên của Đại học Michigan năm 1852, sau khi vị trí này bị từ chối bởi Henry Barnard, nhưng Henry Philip Tappan đã được bầu để thay thế. Ông từ chức năm 1858 vì những vấn đề với các nhân viên hội đồng quản trị và cơ quan lập pháp, nhưng vẫn giữ chức cho đến khi Henry Barnard chính thức trở thành hiệu trưởng năm 1859.

## Đại học Indiana
Sau cái chết của chủ tịch đầu tiên của Đại học Indiana Andrew Wylie năm 1851, Hội đồng Quản trị đã yêu cầu Lathrop thay thế ông. Ông đã từ chối. Khi sự ra đi đột ngột của hiệu trưởng William Mitchel Daily vào năm 1859, Hội đồng Quản trị Đại học Indiana một lần nữa tìm cách mời Lathrop. Lần này, ông chấp nhận và nhậm chức vào ngày 20 tháng 9 năm 1859. Lễ nhậm chức của ông diễn ra ngày 11 tháng 7 năm 1860 và ngay sau đó ông đã nộp đơn từ chức lên Hội đồng Quản trị.

## Nhiệm kỳ thứ hai tạiĐại học Missouri
Chỉ một năm sau khi từ chức vị hiệu trưởng của Đại học Indiana vào năm 1859, ông trở lại trường Đại học Missouri với tư cách là giáo sư về văn học Anh. Ông được tái đắc cử vào năm 1865, là hiệu trưởng duy nhất nắm giữ hai nhiệm kỳ riêng biệt và giữ chức vụ này cho đến khi ông qua đời tại Columbia, Missouri năm 1866, được chôn cất ở Columbia tại Nghĩa trang Columbia.